# جيمس الثالث ملك إسكتلندا
الملك جيمس الثالث ملك اسكتلندا (10 يوليو 1451 – 11 يونيو 1488 ) هو الابن الأكبر لجيمس الثاني بن الملك جيمس الأول و ولد في 10 يوليو 1451 وتوّج عام 1460 عن تسع سنوات في كيلسو عد مقتل أبيه، وعند موت أمه ومساندها الرئيسي جيمس كينيدي أسقف سانت أندروز بعد سنتين، وكان شخص الملك الشاب الحكم في البلاد قد أصبح في يد السير أليكساندر بويد وأخيه اللورد بويد بينما أصبح ابن الأخير توماس إيرلا لأران وتزوج أخت الملك ماري.
في يوليو 1469 تزوج جيمس الذي وصل سن الرشد من مارغريت (ماتت 1486) ابنة كريستيان الأول ملك الدانمارك والنرويج والسويد وقبل زواجه كان آل بويد قد فقدوا قوتهم، بعد أن ترأس الحكومة شخصيا تسلم الملك فروض الطاعة من آل روس وقوة سلطته بطرق أخرى. ولكن تفضيه للجلوس وليس للحياة الفعالة ومودته المتزايدة في تفضيل ذوي الأصل غير الشريف أنقصت شعبيته بين النبلاء، وكانت لديه بعض الاختلافات مع البرلمان.
في حوالي العام 1479 قام جيمس لأسباب تتعلق بالغيرة والشك باعتقال أخويه ألكساندر دوق ألباني وجون إيرل مار، ومات مار في ظروف غامضة في كريغميلار، ولكن ألباني فر إلى فرنسا وزار إنكلترا واعترف به ملكها إدوارد الرابع كملك على اسكتلندا. اندلعت الحرب بين الدولتين لكن جيمس سجن من قبل نبلائه ولم يستطع منع ألباني وحليفه ريتشارد دوق لانكاستر (لاحقا أصبح ريتشارد الثالث) من احتلال بيرويك والتقدم نحو أدنبرة.
تم إعلان السلام مع ألباني ولكن بعدها كان الدوق باتصال مع إدوارد وكان قد حكم عليه من قبل البرلمان عند موت الملك الإنكليزي في أبريل 1483. ومات ألباني لاحقا في فرنسا عام 1485 ولكن موته لم ينه مشاكل جيمس، فسياسته بالعيش في سلام مع إنكلترا وتدبير الزيجات من العوائل الحاكمة بين الدولتين لم تعجب القسم المضطرب من نبلائه، وكان ذوقه الفني وإنفاقه الباذخ عوامل زادت ن الاستياء نحوه، فاندلعت ثورة ضده.
هرب جيمس إلى شمال البلاد وجمع جيشا وأتى للتفاوض مع أعدائه، لكن الثوار قبضوا على ابن الملك الأكبر (أصبح لاحقا الملك جيمس الرابع ملك اسكتلندا)، وجددوا الصراع، والتقى الفريقان في سوكيبورن قرب بانوكبرن، وهرب جيمس بعدها، وعندما وصل إلى بيتونز ميل وكشف عن هويته وفقا للقصة المعروفة فقد قُتل في 11 يونيو 1488، من قبل جندي بزي راهب بزي راهب أرسل إليه ليستمع لاعترافاته.
ترك ثلاثة خلفاء هم خليفته جيمس الرابع وجيمس ستيوارت دوق روس الذي أصبح لاحقا كبير أساقفة سانت آندروز، وجون ستيوارت إيرل مار. وكان جيمس أميرا مثقفا وكان له ذوق في الموسيقى والبناء، ولكنه كان ملكا ضعيفا وغير كفؤ، وكانت شخصيته كما وصفها أحد المؤرخين بأنه كان رجلا أحب العزلة، ولم يحب أبدا أن يسمع عن الحروب، وأحب الموسيقى والسياسة والبناء ولم يفعل شيئا للحكومة والملك وخلفه إبنه الملك جيمس الرابع.